# El Pilar (El Pilar)
Pour les articles homonymes, voir El Pilar et Pilar.
El Pilar est la capitale de la paroisse civile d'El Pilar de la municipalité de Simón Bolívar dans l'État d'Anzoátegui au Venezuela.